# كلاوديو سبينيلي
كلاوديو سبينيلي (بالإسبانية: Claudio spanilla) (21 يونيو 1997 ببوينس آيرس في الأرجنتين - ) هو لاعب كرة قدم أرجنتيني في مركز الهجوم. لعب مع تيغري.

## روابط خارجية
- كلاوديو سبينيلي على موقع قاعدة بيانات كرة القدم.إي يو (الإنجليزية)
- كلاوديو سبينيلي على موقع Soccerbase.com (لاعب) (الإنجليزية)
- كلاوديو سبينيلي على موقع Soccerway.com (الإنجليزية)
- كلاوديو سبينيلي على موقع عالم كرة القدم.نت (الإنجليزية)
- كلاوديو سبينيلي على موقع AS.com (الإسبانية)